# Katsuhiro Nakayama
Katsuhiro Nakayama (中山 克広 Nakayama Katsuhiro?), född 17 juli 1996 i Kanagawa prefektur, är en japansk fotbollsspelare.
Nakayama började sin karriär 2019 i Yokohama FC.